# Омский электромеханический завод
АО «Омский электромеханический завод» — предприятие, расположенное на Левобережье города Омска. Завод занимается разработкой и производством стальных узкобазовых облегченных опор и опор из гнутого профиля  для строительства воздушных линий электропередачи. 
Также на базе АО "Омский ЭМЗ" функционирует единственный в Омске Цех горячего цинкования.

## История
В 1958 году на базе машино-тракторной станции села Андреевка Омского района образовался «Омский электромеханический завод «Сельэлектро», который в дальнейшем стал одним из базовых предприятий Министерства энергетики и электрификации СССР и вошел в состав специализированного строительного объединения «Сельэлектросетьстрой» (г. Москва).
Еще в далёкие 60-е годы предприятие выпускало и комплектовала мачтовые трансформаторные подстанции, крючья, проводило силовые сборки для электрификации Дальнего Востока, Украины, западных территорий Советского Союза. Со временем технология производства совершенствовалась, и завод стал дополнительно изготавливать высоковольтные столбы, опоры ЛЭП.
В 80-х годах производство переехало из села Андреевка на Левобережье города Омска.
В 1993 году предприятие реорганизовано в акционерное общество «Омский электромеханический завод» (АО «Омский ЭМЗ»).
Сегодня производство металлоконструкций является основной деятельностью АО «Омский ЭМЗ». Ежегодно на заводе изготавливается более 15 000 тонн любых типов стальных конструкций, в том числе металлоконструкций по чертежам заказчика.
Приоритетным направлением завода является производство стальных узкобазовых облегченных опор и опор из гнутого профиля по собственным проектам для строительства воздушных линий электропередачи. Проектные работы выполняются высококвалифицированными специалистами собственного проектно-инжинирингового центра.
Конструкции производства Омского электромеханического завода применяются при реализации масштабных проектов развития инфраструктуры, электроэнергетики и нефтегазового комплекса. В числе заказчиков предприятия – ПАО «Газпром», ПАО «НК «Роснефть», ПАО «Лукойл», ПАО «АК «Транснефть», ПАО «Новатэк». География поставок охватывает Урал, Западную и Восточную Сибирь, Северо-Кавказский федеральный округ, Дальний Восток, Республику Казахстан.
С 2010 года на предприятии реализуется программа развития, в рамках которой ведется модернизация производства, выполняется капитальный ремонт цехов и обустройство прилегающей территории. Объем инвестиций по программе реновации с 2013 года составил более 1 млрд рублей.
При реализации инвестиционного проекта и модернизации производства на предприятии создано свыше 300 современных рабочих мест. Опираясь на основные принципы Кадровой политики предприятия обеспечивается постоянный рост заработной платы, базирующийся на справедливой оценки вклада каждого сотрудника в развитие предприятия; совершенствуется система подготовки, обучения и повышения квалификации персонала, в том числе без отрыва от производства; модернизирована и успешно действует системы наставничества; укрепляется приоритет социальной политики.
Сегодня компенсационный пакет включает в себя такие социальные гарантии, как улучшение жилищных условий, компенсация затрат на дорогостоящее медицинское лечение, адресная поддержка молодых специалистов. Активно ведется поддержка ветеранов производства, пенсионеров и многодетных семей работников.
С 2018 года организована система производственной практики для студентов образовательных учреждений Омской области, трудоустройства их выпускников и особых категорий граждан. Ежегодно в данных программах участвует до 100 человек.
В 2016 году на базе Омского ЭМЗ введен в эксплуатацию единственный в Омске цех горячего цинкования.
Цинкование изделий производится на современной автоматической линии, оснащенной высокотехнологичным зарубежным оборудованием «KOERNER KVK». Автоматическая линия позволяет цинковать конструкции весом до 5 тонн и габаритными размерами 12,5 х 1,6 х 2,8 м. Производительность цеха – 20 000 тонн в год.
С 2018 года предприятие предоставляет розничные услуги горячего цинкования и работает как с юридическими, так и с физическими лицами.
Омский электромеханический завод активно участвует в реализации социальных проектов, инициируемых Администрацией города Омска, является членом ТПП Омской области и НП «Сибирское машиностроение».
С 2019 года АО «Омский ЭМЗ» является участником национального проекта «Производительность труда и поддержка занятости», реализуемого Министерством экономического развития Российской Федерации.

## Основной вид деятельности
1. Производство металлоконструкций и опор ЛЭП;
2. Антикоррозийная обработка методом горячего цинкования.

## Руководство
Генеральный директор - Галямов Расим Насирович

## Партнеры
- ОАО «МРСК Сибири»
- ОАО АК «Омскэнерго»
- ОАО «Мосэнерго»
- ОАО «Колэнерго»
- ОАО «Кузбассэнерго»
- ОАО «Тюменьэнерго»
- ОАО «Новатэк»
- ОАО "Нефтегазовая компания «СЛАВНЕФТЬ»
- ЗАО «Лукойл — Нефтегазстрой»
- ОАО «Газпром»
- ОАО "АК «Транснефть»
- ОАО «ТНК-ВР»
- ОАО "НК «Роснефть»

## Публикации
http://www.elec.ru/interview/francuzskie-tehnologii-dlya-omskih-energetikov/ Архивная копия от 24 декабря 2017 на Wayback Machine
http://www.oilandgaseurasia.ru/news/p/2/news/4679 (недоступная+ссылка)
http://www.metal4u.ru/news/by_id/3433 Архивная копия от 4 марта 2016 на Wayback Machine
http://www.elec.ru/news/2009/04/27/francuzskie-tehnologii-dlya-omskih-energetikov.html Архивная копия от 24 декабря 2017 на Wayback Machine
http://pr.b2bsbn.ru/pr/metall/6945/ Архивная копия от 4 марта 2016 на Wayback Machine
http://www.press-release.ru/branches/energy/4a486e3950266/ Архивная копия от 14 января 2012 на Wayback Machine
http://elec.ru/news/2009/06/29/na-mezhdunarodnom-iqnet-forume-omskij-elektromehan.html Архивная копия от 24 декабря 2017 на Wayback Machine